# トゥデイ (テレビ番組)
『トゥデイ』（Today）は、1952年1月14日からアメリカNBCで放送されている朝の情報・ニュース番組である。NBCニュース制作。『The Today Show』という俗称でも知られる。

## 概要
アメリカで最初の朝の情報・ニュース番組として始まった。同じくNBCの『ミート・ザ・プレス』、『CBSイブニングニュース』、『Music and the Spoken Word 』、『ホールマーク・ホール・オブ・フェイム』に続き、アメリカで5番目の長寿番組。歴代アンカーには初代のデーブ・ギャロウェーをはじめ、ジョン・チャンセラー、ヒュー・ダウンズ、バーバラ・ウォルターズ、トム・ブロコウ、ジェーン・ポーリー、ブライアント・ガンベル、ケイティ・クーリックなどが名を連ねている。
番組はニューヨーク・ロックフェラーセンターからの生放送。1994年からはスタジオに隣接した広場から「コンサート・シリーズ」を開くなど、公開番組の要素も大きい。また、世界の極地から同時生中継を行う「Ends of the Earth」シリーズやNBCが放映権を持つオリンピックの開催都市に特設スタジオを置いて連日生放送を行うなど、国内外からの中継を積極的に行っている。過去にはヨーロッパ大陸（パリ）から初めて生放送を行なったことで、アメリカのテレビ史にも足跡を残している。
元々は平日の2時間番組であったが、1987年、日曜にも放送されるようになり（1時間）、1992年、土曜にも2時間放送されるようになった。2000年、平日版は3時間になり、2007年には4時間になった。1980年代にABCの『グッド・モーニング・アメリカ』に追い抜かれるまで事実上競合番組は存在しなかった。1995年12月11日、ニールセン視聴率で再度巻き返し、852週連続その地位を保持した。2002年、『TVガイド』の50 Greatest TV Shows of All Time で第17位となった。

## 歴史

### 経緯

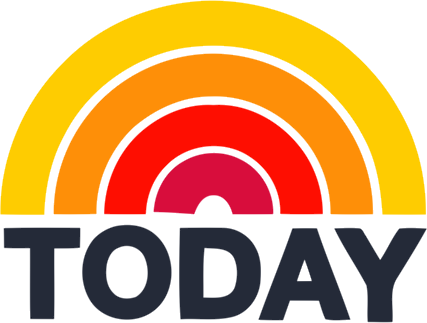
2009年から2013年まで使用されたロゴ

1952年1月14日に、当時NBCの副会長を務めていたテレビジョン・エグゼクティブのシルヴェスター・ウィーヴァーの発案によるものとして放映された。ウィーヴァーは1953年から1955年まで社長を務め、その間に『トゥデイ』の兄弟番組である深夜のトーク番組『ザ・トゥナイト・ショー』が初放送された。制作前、提案された仮題は『ザ・ライズ・アンド・シャイン・レビュー（The Rise and Shine Revue）」だった。ジェローム・アラン・ダンジグが最初にスーパーバイザーを務めていた。
初代ホストであるデイブ・ギャロウェイによって初放送された際、このジャンルで最初の番組だった。国内ニュースのヘッドライン、事件関係者へのインタビュー、ライフスタイルの特集、その他の面白ニュースや宣伝（初期にチンパンジーのJ・フレッド・マグスが番組のマスコットを務めた）、ネットワーク系列局からのローカルニュースを組み合わせた。これにより、ABCの『グッド・モーニング・アメリカ』やCBSの『ジ・アーリー・ショー』（現在は放送終了）を含む、同様のタイプの他のいくつかの番組を生み出した。また、海外の朝のニュース番組の手本となっており、イギリスのBBCの『ブレックファスト・タイム』、TV-amの『グッド・モーニング・ブリテン』、カナダのCTVテレビジョンネットワークの『カナダAM』、オーストラリアのセブン・ネットワークの『サンライズ (オーストラリアのテレビ番組)』、日本では日本テレビが『NTVニュース（朝）』を、日本教育テレビ（現・テレビ朝日）が『モーニングショー』が始まった。

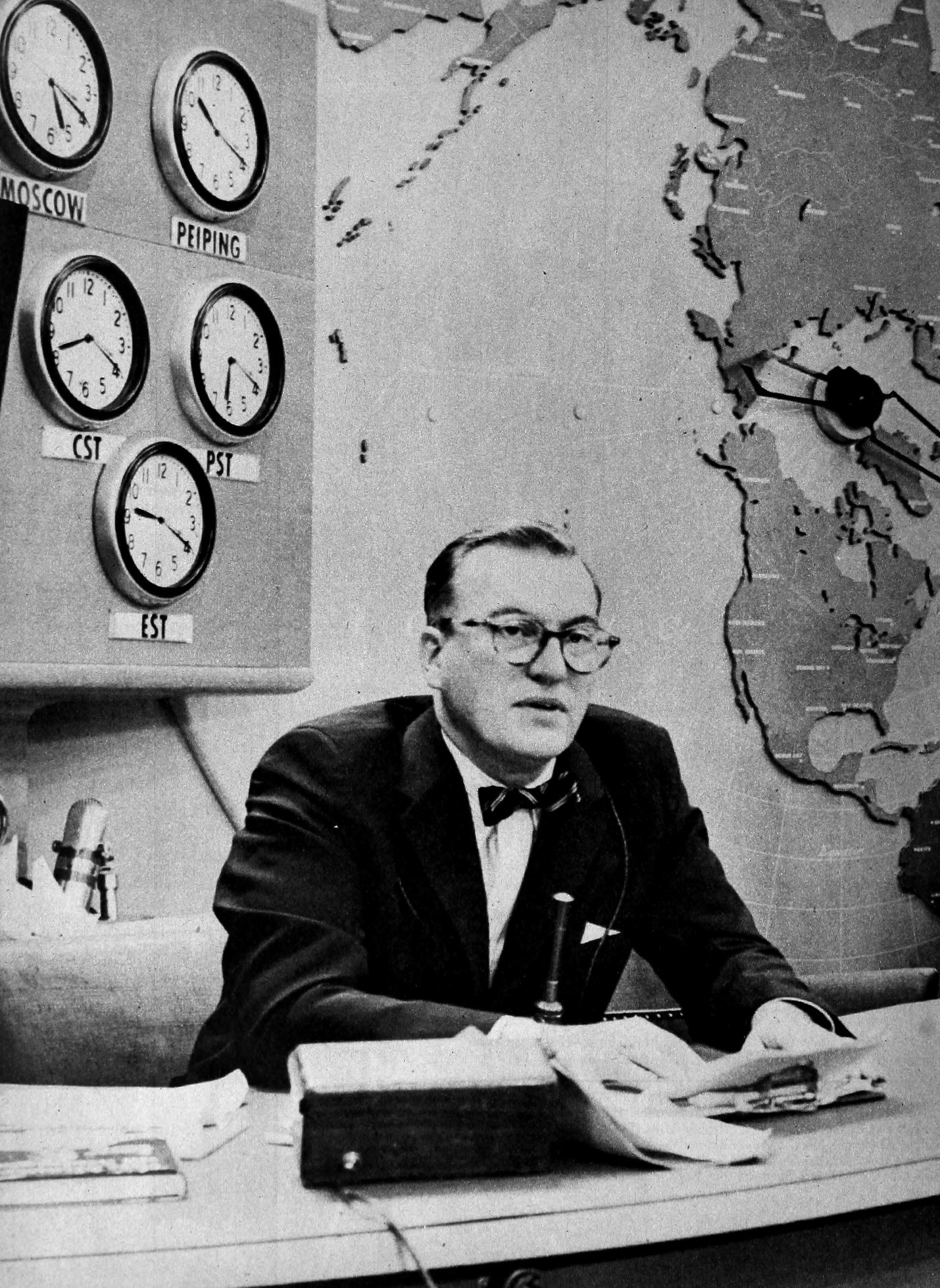
放送中の初代ホストのデイブ・ギャロウェイ

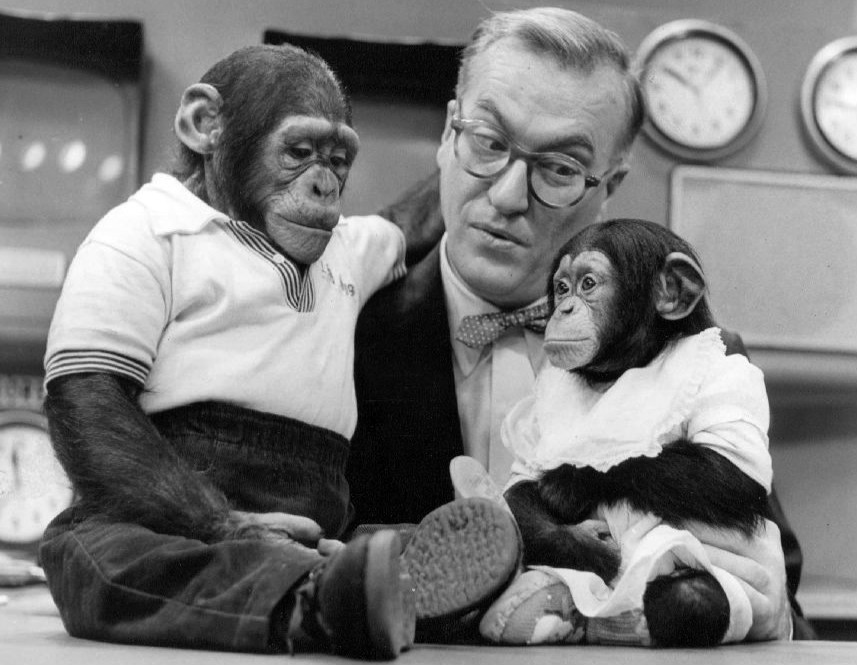
1954年のギャロウェイと、マスコットのJ・フレッド・マグスとその仲間

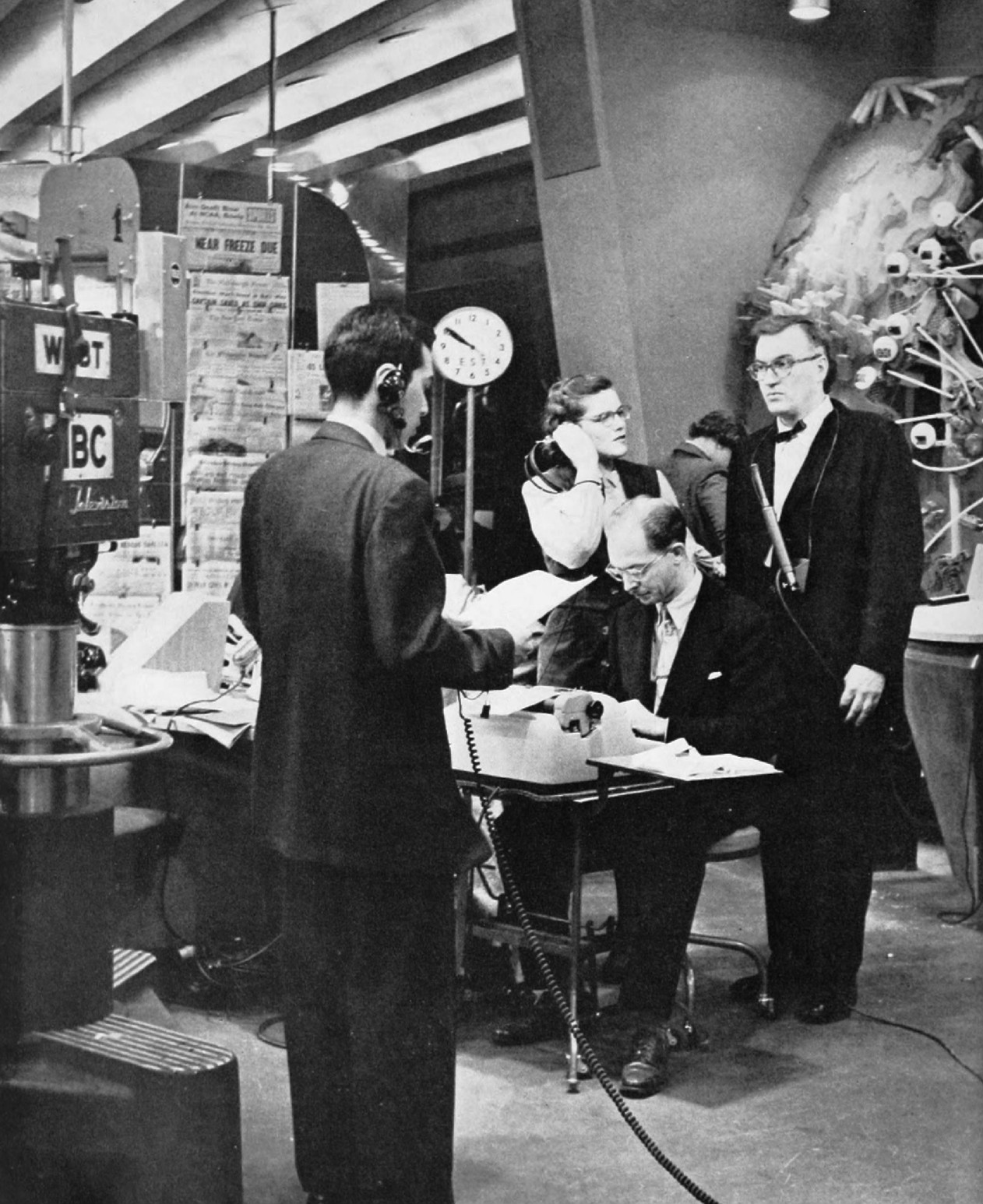
1952年1月のセット

### スケジューリングの歴史
番組開始当初、東部標準時と中部標準時のエリアでのみ生中継で、毎朝3時間放送されていたがそれぞれで視聴できるのは2時間のみであった。1958年から遅延送出システムにより標準時が違うエリアでも同じ放送が視聴できるようになった。司会者デイヴ・ギャロウェイの健康問題により、1958年夏から生放送が中止になり、前日午後に収録され編集された録画番組が放送されるようになった。多方面からの批判を受け、1961年7月、司会がギャロウェイからジョン・チャンセラーに交代された。
長年アラスカ、ハワイ、ヴァージン諸島を除く全域で午前7時から9時までの2時間番組として放送してきたが、2000年10月2日、3時間番組に拡大され、2007年9月10日、4時間番組にさらに拡大された。マサチューセッツ州ボストンのWHDH-TVなどいくつかのローカル局では3時間目と4時間目の放送は録画放送となった。
最初の3時間の放送では各時間の25分と55分から5分間、ローカル局のニュースが挿入され、その間NBCで放送される内容はローカルでは見ることができない。
一般的に東部標準時では生放送となるが、その他のエリアでは午前7時からの録画放送となる。ニュース速報が入った場合は東海岸版が生放送され、速報が終われば西海岸の録画放送に戻る。番組視聴者は太平洋標準時であることおよび録画放送されることに留意する。番組放送時間帯に特別報道番組が入った場合、『トゥデイ』のアンカーが番組を進行する。

### スタジオ
『トゥデイ』は当初、現在のスタジオ近くのクリスティーズのオークション・ハウスのある49番通りのRCAエキシビション・ホールから放送されていた。最初のセットはギャロウェイが「世界の中枢」と呼んだ、セットと舞台裏を隔てる壁のない機能的なニュースルームであり、ギャロウェイやスタッフ達はセットと舞台裏を行き来することもあった。カメラ・クルーや技術士が画面に映ったり、画面外でギャロウェイが会話する声なども聞こえた。次第に機械やスタッフはニュースや天気予報を取りまとめるために舞台裏に配置され、1955年までにニュースルームはなくなった。
当時NBCはRCAに所有されていたのだが、1958年夏、番組制作会社のフィルコは『トゥデイ』の常設スタジオがRCAエキシビション・ホールにあることは不当であると批判した。1958年7月7日、圧力に屈して『トゥデイ』は向かいのRCAビルディングのスタジオ3Kに移動し、1960年代初頭までここから放送し続けた。
1962年7月9日、当時フロリダ・ショウケースの敷地であった道沿いの敷地をスタジオとした。『トゥデイ』製作陣は毎日フロリダ・ショウケースの旅行関連商品を移動させ、セット、机、椅子、カメラを運び入れなくてはならなかった。東部標準時の午前9時に撮影が終わると、セットを片付けて商品を戻していた。
フロリダ・ショウケースで3年ほど撮影を続け、1965年9月13日、RCAビルディングに戻った。この頃からニュース番組はカラー放送となっていったが、NBCはカラー・カメラが高価なため、4台揃えることができなかった。
次の20年間、『トゥデイ』はNBC本社ビルで1970年代にはスタジオ3K、1970年代後期と1980年代初頭にはスタジオ8G(『サタデー・ナイト・ライブ』が使用していたスタジオ8Gの隣)、1983年から1994年にはスタジオ3Bなど3階、6階、8階を使用していた。1994年6月20日、現在の道沿いのスタジオに移動した。
1990年代のセットで撮影し始めると、FOXニュースの『Fox & Friends 』(6番街)、CNNの『American Morning 』(2005年夏、道沿いのスタジオをやめ、コロンバスサークルのタイムワーナーセンターの上階に移動した)、ABCの『グッド・モーニング・アメリカ』(タイムズスクエア・スタジオ)など多くのニュース系番組が道沿いのスタジオに移動した。
2006年、1080i高精細度テレビジョン放送の準備ため大幅な改築を行なうこととなった。ケイティ・クーリック降板後の2006年夏の新しいセットの準備中、2004年からオリンピックの放送に使用されているロックフェラー・プラザの臨時屋外スタジオから放送していた。2006年8月28日の週、屋外スタジオの場所がMTV Video Music Awardsのレッド・カーペット・ブースとなるため、スタジオ1Aの外側に臨時に移動した。この臨時のスタジオは『デイトライン』でも悪天候の場合にも使用された。この番組は30ロックフェラー・プラザの臨時屋外セットおよび、2007年10月22日よりMSNBCの『カウントダウン・ウィズ・キース・オルバーマン』が使用している30ロックフェラー・プラザのスタジオ1Aも使用していた。
2006年9月13日、改修されたスタジオ1Aに移動した。この新たなスタジオはインタビュー・エリア、カウチ・エリア、ニュース・デスク、多目的エリア、ホームの5箇所に分けられた。103インチの巨大なパナソニック製のプラズマ・モニターがしばしば背景に使用される。キッチン・セットはメイン・スタジオの上階に設置されている。ブルーバックは番組冒頭にホームで使用され、それ以外はホームの外側で上下させて使用している。
2013年初頭から中期にかけて、備品だけでなくグラフィックやセットなどの若干の変更が行われた。同年、ガスリン、ロウアー、モラルズ、ロカーの4名のメイン・アンカーが席につくことができる、新たなさらに大きなアンカー・デスクが設置された。エンターテイメント記事のアンカーであるモラルズはこの端の席についている。番組3時間目のコーナーにも新たな大きな机が設置された。2013年8月16日以降、よりモダンに改修されるためにスタジオ1Aを離れた。
2013年9月16日、新しいセットおよびグラフィックが登場した(当初9月9日に予定されていたが、仕上げのために1週間延期された)。ホームや番組冒頭に出演する司会者がいる場所は360度回転することができ、そのため30分でカメラの視点や方向を変えることができる。アンカー達が座り、トピックを語り合うソファ・エリアには新しいカウチと背景が追加された。ツイッターのコメント、トレンドなトピックなどを表示するスクリーンのある「オレンジ・ルーム」と呼ばれるソーシャル・メディア・エリアがスタジオ1Aに追加された。このエリアでのコーナーにカーソン・デイリーが登場することになった。6フィート×16フィートのスクリーンに繋がった6つのスクリーンがファッション/スペシャル・トピック・エリアに追加された。最初の2日間、アンカー、ロカー、ニュースリーダーにより、新セットについて強調された。
新たなセットでのグラフィックが見直された。孔雀のアニメのロゴはスクリーンの左隅から右下に移動された。2013年9月13日にこの位置でのロゴが登場し、日の出を表す半円のアーチは赤、オレンジ、黄色の濃淡の5本の線からオレンジ1色の3本線になった。

## 出演者
最初の2時間のアンカーはサヴァンナ・ガスリー、ホダ・コビーである。アル・ロカーは気象情報、クレイグ・マーヴィンはニュース、カーソン・デイリーはオレンジ・ルームのソーシャル・メディア・リポーター、ナタリー・モラレスは「ウェスト・コースト」アンカーを務めている。
3時間目はシェイネル・ジョーンズ、ディラン・ドレイヤーが共同で司会をし、4時間目はホダ・コビー、ジェナ・ブッシュ・ヘイガーが共同で司会を務めている。
土曜日版はピーター・アレクサンダーとクリスティン・ウォーカーが司会を務め、日曜日の週末版はウィリー・ガイストとディラン・ドレイヤーがアンカーを務めている。
ジェナ・ウォルフがニュース・ヘッドラインを担当し、気象学者のディラン・ドライヤーが気象情報を担当している。
モレルズが時々アンカー・デスクにつき、デイリー、ガイスト、ホルトおよび『ミート・ザ・プレス』司会者のデイヴィッド・グレゴリーがロウアーの代役を務めることがあり、CNBC司会者のカール・キンタニラもまれに代役を務めることがある。ドライヤーはロカーの代役を務めることがあり、ウエザー・チャンネルのステファニー・エイブラムズとマイク・ベッツもまれに代役を務めることがある。タムロン・ホールはニュース・アンカーやオレンジ・ルーム・アンカーの代役を務めることがあり、ホダ・コビーがまれにニュース・アンカーまたは共同アンカーの代役を務めることがある。ホリデイ期間はトーマス・ロバーツとガイストは平日版、週末版とも時々ニュース・アンカーを務めることがあり、ヒルは時々ガスリーまたはモレルズの共同アンカーを務めることがある。ジェナ・ブッシュ・ヘイガーは時々オレンジ・ルームや共同アンカーの代役を務めている。ケイト・スノウは時々ガスリー、ヒル、モレルズ、ウォルフの代役を務めている。
レギュラー特派員にはミグエル・アルマガー、ホワイト・ハウス特派員ピーター・アレクサンダー、トム・コステロ、クリステン・ダグレン、ジョー・フライヤー、法務特派員シンシア・マクファデン、クレイグ・メルヴィン、連邦議会特派員ケリー・オドネル、全米調査特派員ジェフ・ロセン、ケリー・サンダース、マリア・シュライヴァー、キア・サイモンズ、ケイト・スノウ、チーフホワイト・ハウス特派員およびNBC政治局長チャック・トッド、ケイティ・ター、司法特派員ピート・ウイリアムズなどがいる。ナンシー・スナイダーマンはネットワークの医学編集者を務めている。アン・カリーがアンカー・アット・ラージ、ジーン・チャッキーがトゥデイ・ファイナンシャル・エディターおよび『マネー』誌の総合監修者を務めて経済コーナーを担当し、ジャニス・リーバーマンは消費者特派員を務めている。CNBC特派員のジム・クレイマー、シャロン・エパーソン、ユニス・ヤンが時々番組に出演し、MSNBCおよびウエザー・チャンネル特派員がまれに出演している。ジェナ・ブッシュ・ヘイガーは番組の特別特派員を務めている。ジョエル・ガーギロは週末版の特派員を務めている。
ボブ・ドッソン、ジェイミー・ガンゲル、ジル・ラッパポートは時々出演しており、ウィラード・スコットは補助特派員である。
エリカ・ヒル、ジェナ・ウォルフ、ディラン・ドライヤーは平日版の特派員も務めている。

### コミュニケイター
『トゥデイ』のアンカー達は「コミュニケイター」でもある。クリエイターのパット・ウイーバーは従来の椅子に座ったままのアンカーではなく、外に出るべきだと考えた。コミュニケイターはインタビュー、リポート、対談などを行ない、番組と視聴者の結びつきを強くしている。ギャロウエイと彼の後任達は様々なバリエーションを加えてこれを踏襲している。現在もこれまでと同様に、特派員、ニュース当事者、ライフスタイル・エキスパートと連携を取り、料理やファッションなど特別なコーナーを含み番組のコーナー同士を繋げ、ロケ地からも司会を行なうことができる。

## 平日版
平日は朝7時から4時間の生放送（2007年9月から、それまでは3時間であった）。視聴者数では1995年12月から10年以上もの間トップに立ち続けている。2000年から放送時間が3時間となり、2007年からは10時台にも拡大して4時間の放送となった。最後の10時台の司会としてキャシー・リー・ギルフォード（20年以上トーク番組の司会をしていたベテラン）が起用された。
時差のあるアメリカではあるが、平日版は放送時間が統一されており、東部標準時の地域では生放送。それ以外の地域では録画放送となる。放送時間が4時間とライバルより長いのは、この番組がいかに人気が高く、CBSやABCに比べソープ・オペラが少ないかを示している。
番組の顔として1990年から15年間アンカーを務めていたケイティ・クーリックが、『CBSイブニングニュース』へ移籍するために2006年5月31日の放送をもって降板。後任にはABCのトーク番組『ザ・ビュー』やシンジケーション版『フー・ウォンツ・トゥ・ビー・ア・ミリオネア』の司会を務めたメレディス・ヴィエイラが起用された。ヴィエイラが登場する9月までは週末版アンカーのキャンベル･ブラウンらが代役として出演。なお、9時台は主にアン・カリーとアル・ローカーが担当した。

### アンカー
- サヴァンナ・ガスリー（Savannah Guthrie、2012年 - ） ※1997年まではニュース担当
- ホダ・コビー（Hoda Kotb、2018年 - ）
- クレイグ・マーヴィン（Craig Marvin、1997年 - 2012年） ※ニュース担当
- アル・ローカー（Al Roker、1996年 - ） ※天気予報担当

## ウィークエンド・トゥデイ
土曜版は1992年8月1日、日曜版は1987年9月20日に放送開始。

### アンカー
- ピーター・アレクサンダー（Peter Alexander）
- クリステン・ウェルカー（Kristen Welker）